# Moist von Lipwig
Moist von Lipwig – postać wykreowana przez Terry'ego Pratchetta w serii o Świecie Dysku. Jest głównym bohaterem powieści Piekło pocztowe, Świat finansjery i Para w ruch.

## Życiorys
Byłemu oszustowi, obecnie Poczmistrzowi Ankh-Morpork, Moist von Lipwigowi, Patrycjusz zaproponował wzięcie tej nowej posady „z własnej woli” (do wyboru miał powieszenie lub samobójstwo, także z własnej woli). Mając w swym kryminalnym życiu wiele pseudonimów, Moist nazywał się ostatnio „Albert Spangler”, który oficjalnie został powieszony. Moistowi udało się ożywić Pocztę przy drobnej pomocy bóstwa poprzez zatrudnienie glinianych golemów, wprowadzenie nowego wynalazku - znaczków pocztowych, zwiększenie zatrudnienia i uruchomienie dyliżansów pocztowych. Pokonał również nieuczciwą konkurencję dzięki drobnemu oszustwu. Następnie Patrycjusz zaoferował mu przejęcie banku Ankh-Morpork. Odmówił przyjęcia tego stanowiska, lecz mimo to otrzymał je, gdy przewodnicząca banku zmarła, pozostawiając wszystko swemu psu, który z kolei został własnością Moista. Moist wprowadził papierowe pieniądze w obieg Ankh-Morpork i spopularyzował bank.
Królewska Poczta Moista ma niewielki wpływ w powieści Łups!. Kiedy Komendant Vimes zauważył, że Królewska Poczta Ankh-Morpork wydała dwie serie znaczków pocztowych upamiętniających bitwę w Dolinie Koom (na jednej serii znaczków wygrywają krasnoludy, a na drugiej trolle), zrobił złośliwą uwagę o „tych półgłówkach na Poczcie”.

## Charakterystyka
Najgodniejszą uwagi cechą Moista jest to, że jest on niezauważalny. Ma około 20 lub 30 lat i w przybliżeniu 1,8–1,9 m wzrostu według wielu opisów podawanych licznym strażnikom na równinach; jednakże w Piekle pocztowym okazuje się, że ma on 26 lat (a przynajmniej tak mówi).
Zazwyczaj nosi złoty strój ze skrzydlatą czapką, gdy jest na służbie, a poza nią wygląda jak ktoś, kogo byś w ogóle nie zauważył. Jest zaręczony z Adorą Belle Dearheart.
Jest wyspecjalizowanym fałszerzem, używającym wielu rodzajów atramentu i papieru, które przechowuje w tym, co on sam nazywa „Skrzynką Pana Robinsona”; używa tych zapasów do stworzenia znaczków pocztowych, które są wręcz nie do podrobienia. Moist często okrada uczciwych biznesmenów, by wspomagać swoje plany.
Moist jest „wyznawcą” bogini Anoi, której wiarogodność już kiedyś wykorzystał, choć zapewne jego stosunek do niej można lepiej określić jako kontrakt, gdyż pod koniec powieści Piekło pocztowe, dzięki jego oszustwom, znacznie wzrosła jej popularność, za co bogini jest mu wdzięczna.

## Analiza i odbiór postaci
Jego imię — Moist — oznacza „wilgotny”, a nazwisko — Lipwig — to zwykła gra słów. „Lip” jako fałszywy, „wig” jako peruka, co doskonale oddaje upodobanie bohatera do różnorakich przebrań. Nazwisko to jest również podobne do jednego ze sławnych oszustów z prawdziwego świata — Victora Lustiga. 
Postać została uznana za jedną z dziesięciu najlepszych fikcyjnych postaci ze Świata Dysku.